# Trabazos
Trabazos è un comune spagnolo di 910 abitanti situato nella comunità autonoma di Castiglia e León.

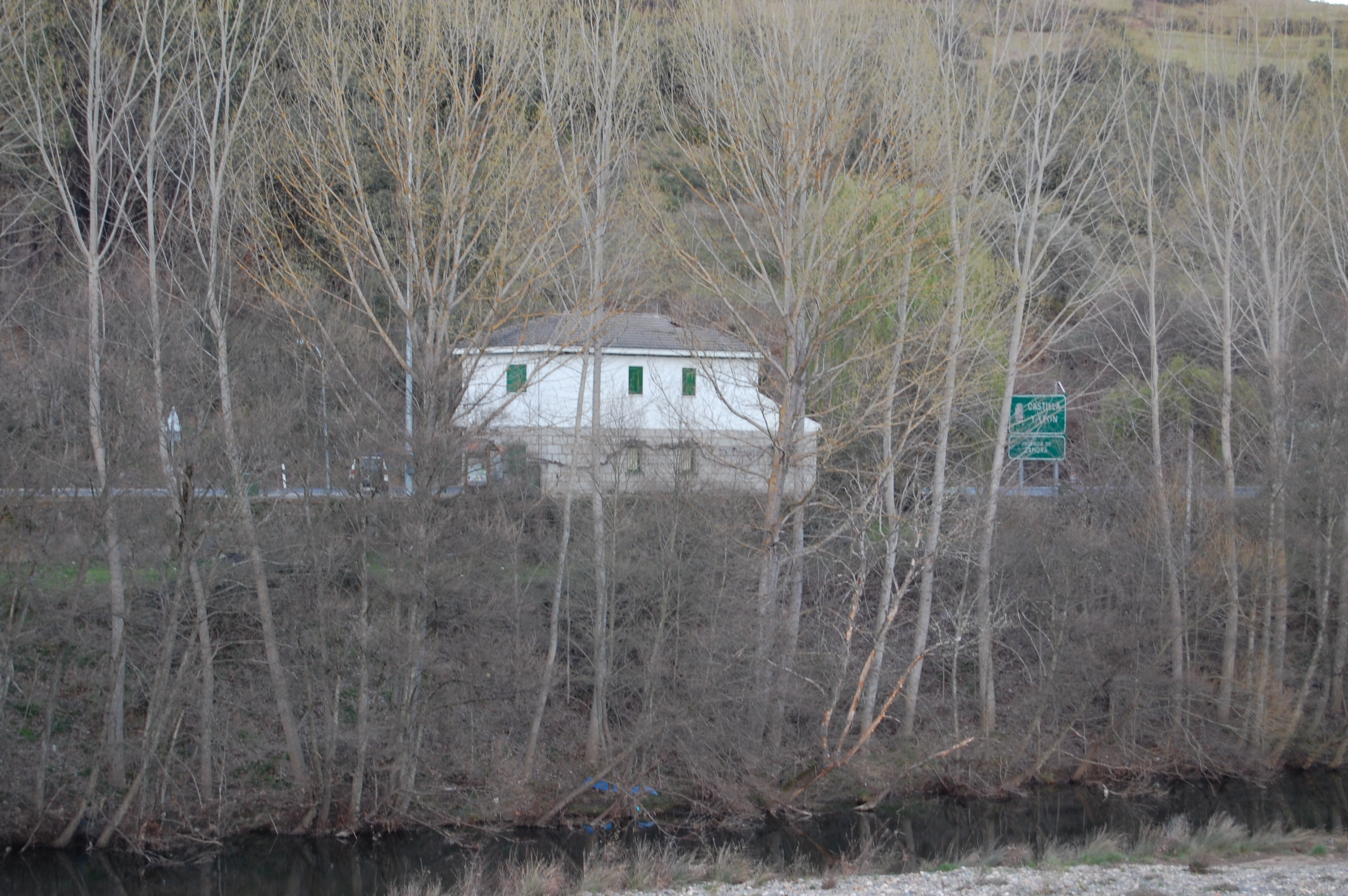
Il confine con il Portogallo (Quintanilha).